# Dobličica
Dobličica je reka v Beli krajini. To je kraški vodonosnik in je zaradi svojih geoloških in hidrogeoloških karakteristik ter urbanizacije prostora močno ogrožen in izpostavljen onesnaževanju.
Dobličica izvira v vzhodnem vznožju Poljanske gore v naselju Jerneja vas iz okroglastega, do 40 m širokega in do 10 m globokega jezera. Dno je pokrito z velikim skalnimi bloki, med katerimi iz dveh kotanj priteka kraška voda. Izvir, ki je po obliki obrh, je stalen. Iz njega vodi široka plitva struga. Dno je sprva še skalnato, vmes je pesek, bregovi pa so ilovnati. Kmalu na začetku, je v strugi še en izvir, povezan z glavnim v jezeru. V naselju Jelševnik se z leve pridruži kratek potok Jelševniščica.  Struga, ki je obrasla z obrežno vegetacijo, zavijuga po travnikih in se v Črnomlju skupaj z vodotokom Potok izlije v Lahinjo. Osrednji del reke (od vasi Kanižarica dalje) je ozek (10 - 20 metrov), tla so večinoma muljasta, ponekod tudi zarasla s travo. Povprečna globina je okoli 2,5 metrov, ponekod je globoka tudi do 4 m. Dobličica in Lahinja obdajata staro mestno jedro Črnomlja.
Od leta 1958 je v zaledju jezera zajetje belokranjskega vodovoda.
Z njo gospodari Ribiška družina Črnomelj.

## Črni močeril
Leta 1986 so delavci Geološkega zavoda pri poskusnem črpanju v jezeru našli črnega močerila (Proteus anguinus parkelj).